# Columnea glicensteinii
Columnea glicensteinii är en tvåhjärtbladig växtart som beskrevs av Wiehler. Columnea glicensteinii ingår i släktet Columnea och familjen Gesneriaceae. Inga underarter finns listade i Catalogue of Life.